# Mario Kart Arcade GP
Mario Kart Arcade GP (マリオカート アーケードグランプリ?, Mario Kāto Ākēdo Guran Puri?) è una sotto-serie di videogiochi arcade della serie Mario Kart di Nintendo sviluppata specificamente per le sale giochi in collaborazione con Namco (successivamente Bandai Namco). Ad oggi, sono stati distribuiti quattro giochi della serie: Mario Kart Arcade GP (2005), Mario Kart Arcade GP 2 (2007), Mario Kart Arcade GP DX (2013) e Mario Kart Arcade GP VR (2017). I primi tre giochi sono considerati relativamente rari al di fuori del Giappone, con il quarto capitolo che ha mai visto una distribuzione al di fuori del Giappone. I giochi sono stati generalmente ben recepiti dalla critica, che ha elogiato la transizione del gioco dal tradizionale gameplay di Mario Kart al formato di gioco arcade, mentre ci sono state lamentele sul fatto che nessuno dei titoli sia stato pubblicato al di fuori del formato arcade su qualsiasi console per videogiochi domestica di Nintendo.

## Videogiochi
| 2005 | Mario Kart Arcade GP    |
| 2006 |                         |
| 2007 | Mario Kart Arcade GP 2  |
| 2008 |                         |
| 2009 |                         |
| 2010 |                         |
| 2011 |                         |
| 2012 |                         |
| 2013 | Mario Kart Arcade GP DX |
| 2014 |                         |
| 2015 |                         |
| 2016 |                         |
| 2017 | Mario Kart Arcade GP VR |

La sotto-serie Mario Kart Arcade GP è iniziata nel 2005 con la distribuzione di un omonimo titolo. Il gioco è stato seguito da tre sequel: Mario Kart Arcade GP 2 (2007), Mario Kart Arcade GP DX (2013) e Mario Kart Arcade GP VR (2017).
| Titolo                  | Sviluppo                   | Data di distribuzione | Data di distribuzione | Data di distribuzione | Serie ospite               |
| Titolo                  | Sviluppo                   | Giappone              | Nord America          | Regione PAL           | Serie ospite               |
| ----------------------- | -------------------------- | --------------------- | --------------------- | --------------------- | -------------------------- |
| Mario Kart Arcade GP    | Namco                      | 19 novembre 2005      | 10 ottobre 2005       | 13 dicembre 2005      | Pac-Man                    |
| Mario Kart Arcade GP 2  | Bandai Namco Games         | 14 marzo 2007         | 2008                  | 2007                  | Pac-Man, Tamagotchi        |
| Mario Kart Arcade GP DX | Bandai Namco Games         | 25 luglio 2013        | 2014                  | 17 ottobre 2017 (EU)  | Pac-Man, Taiko no Tatsujin |
| Mario Kart Arcade GP VR | Bandai Namco Entertainment | 14 luglio 2017        | 1º ottobre 2018       | 3 agosto 2018 (UK/FR) | Nessuna                    |

### Mario Kart Arcade GP
Mario Kart Arcade GP (マリオカート アーケードグランプリ?, Mario Kāto Ākēdo Guran Puri?) è il primo capitolo della serie. Originariamente pensato da Namco per il sistema arcade Triforce (usato anche per F-Zero AX) basato sull'architettura del GameCube, i giocatori possono gareggiare usando uno degli undici personaggi su ventiquattro piste.
Vi sono in totale sei trofei, ciascuno di essi costituito da quattro piste. I trofei disponibili sono: Trofeo Mario, Trofeo Wario, Trofeo Pac-Man, Trofeo DK, Trofeo Bowser e lo sbloccabile Trofeo Arcobaleno. Dopo che una pista viene completata, il giocatore deve inserire crediti aggiuntivi per continuare a giocare, anche se raggiunge la prima posizione. Dopo aver terminato tutte e quattro le gare di ogni fase, al giocatore viene sottoposto una sfida in cui è tenuto a completare un dato compito; ognuna di queste sfide richiede al giocatore di guidare verso un obiettivo in un certo lasso di tempo sotto una certa condizione, come ad esempio guidando all'indietro attraverso un campo di bucce di banana.
Quando un giocatore colpisce una delle scatole contenenti gli oggetti sparse sulle piste, al giocatore viene dato uno dei tre oggetti selezionati scelti all'inizio di una gara. Mario Kart Arcade GP presenta oggetti vecchi e nuovi. Unica in questo gioco è la funzione di blocco degli oggetti.
Un'altra caratteristica peculiare di questo gioco è uno scudo temporaneo prodotto durante la derapata che protegge i giocatori dagli oggetti lanciati contro di loro dagli altri concorrenti.

Il gioco presenta undici personaggi, tra cui tutti gli otto utilizzabili in Mario Kart 64 e tre personaggi ospiti: Pac-Man, Ms. Pac-Man e Blinky.

### Mario Kart Arcade GP 2
Mario Kart Arcade GP 2 (マリオカート アーケードグランプリ 2?, Mario Kāto Ākēdo Guran Puri? 2) è il secondo titolo della serie Mario Kart Arcade GP, pubblicato nel 2007. Il gioco è il primo della serie sviluppato e pubblicato da Bandai Namco Games. Il gioco usa il sistema arcade Triforce, sfruttato già nel primo capitolo della serie.
Il gioco presenta le funzionalità della fotocamera "Nam Cam" del suo predecessore, i livelli di difficoltà 50cc, 100cc e 150cc e nuovi oggetti. Durante le gare è presente un color commentary, che può essere attivato o disattivato in qualsiasi momento prima dell'inizio della gara. Nella versione giapponese, questo viene fatto dal famoso doppiatore giapponese e celebrità televisiva Kōichi Yamadera. Nella versione inglese, questo è fatto da Justin Berti. Ritornano tutti gli undici personaggi di Mario Kart Arcade GP, insieme ai nuovi personaggi Waluigi della serie Mario e Mametchi della serie Tamagotchi. Oltre a tutti i trofei del primo capitolo, questo gioco ne introduce due nuovi: il Trofeo Yoshi e il Trofeo Waluigi.

### Mario Kart Arcade GP DX
Mario Kart Arcade GP DX (マリオカート アーケードグランプリ DX?, Mario Kāto Ākēdo Guran Puri? DX) è il terzo capitolo della serie Mario Kart Arcade GP, distribuito nelle sale giochi giapponesi il 25 luglio 2013 e in quelle nord americane il 2014 (sebbene la sua distribuzione fosse prevista nel 2013), dove il gioco era disponibile in tutti i ristoranti Dave & Buster's dal 16 febbraio 2014 fino all'aprile dello stesso anno. In Europa, il gioco è stato distribuito nelle sale giochi nel corso del 2017.
Il gioco presenta dieci percorsi ridisegnati e funzionalità introdotte in Mario Kart 7, come i deltaplani e le gare subacquee. Oltre alla modalità Gran Premio e alla modalità Battaglia, ci sono due nuove modalità: Alter-Ego e Team. La modalità Alter-Ego utilizza la funzionalità online per permettere ai giocatori di gareggiare contro i fantasmi dei record precedentemente stabiliti da altri giocatori. La modalità Team permette a due giocatori di sfidare due avversari controllati dal computer. I due giocatori possono unire i loro kart per formare un kart più potente, con uno dei giocatori alla guida e l'altro che funge da artigliere, similmente a Mario Kart: Double Dash!!. Solo dieci dei tredici personaggi provenienti dai precedenti capitoli ritornano in questo gioco, insieme a Bowser Jr. e Don-Chan da Taiko no Tatsujin. Sei personaggi e dieci costumi alternativi sono stati aggiunti al gioco attraverso degli aggiornamenti online.
Il commento alla corsa è doppiato in giapponese da Rica Matsumoto, doppiatrice in lingua originale di Ash Ketchum nell'anime di Pokémon.

### Mario Kart Arcade GP VR
Mario Kart Arcade GP VR (マリオカート アーケードグランプリ VR?, Mario Kāto Ākēdo Guran Puri VR) è il quarto titolo della serie Mario Kart Arcade GP, distribuito nelle sale giochi giapponesi il 14 luglio 2017. A differenza dei capitoli precedenti, è stato reso disponibile solo nelle sale giochi VR Zone in Giappone, Corea del Sud, Regno Unito, Filippine, Stati Uniti e Francia. A differenza dei precedenti giochi di Mario Kart, si gioca con un visore per la realtà virtuale e in prima persona. È stato sviluppato su una piattaforma arcade Microsoft Windows basata su HTC Vive. Come nei giochi precedenti arcade di Mario Kart, si controlla con un volante e pedali per l'accelerazione e il freno. Il gioco include solo quattro personaggi giocabili, tutti già apparsi nei giochi precedenti: Mario, Luigi, Peach e Yoshi. Gli oggetti vengono lanciati facendo movimenti delle mani, che il gioco registra tramite un dispositivo attaccato al polso del giocatore. Ad esempio, il giocatore lancia un guscio verde con un movimento di lancio della mano aperta. Invece delle scatole degli oggetti, il gioco utilizza palloncini rossi, gialli e verdi per conservare gli oggetti. I deltaplani vengono utilizzati in modo simile a Mario Kart Arcade GP DX. Nel gioco è presente un unico circuito, formato da parti modificate dei circuiti di Mario Kart Arcade GP DX.

## Personaggi
| Personaggio | Mario Kart Arcade GP | Mario Kart Arcade GP 2 | Mario Kart Arcade GP DX | Mario Kart Arcade GP VR |
| ----------- | -------------------- | ---------------------- | ----------------------- | ----------------------- |
| Baby Mario  | No                   | No                     | [ N 2 ]                 | No                      |
| Baby Peach  | No                   | No                     | [ N 2 ]                 | No                      |
| Blinky      | Yes                  | Yes                    | No                      | No                      |
| Bowser      | Yes                  | Yes                    | [ N 3 ]                 | [ N 4 ]                 |
| Bowser Jr.  | No                   | No                     | Yes                     | No                      |
| Daisy       | No                   | No                     | [ N 2 ]                 | No                      |
| Don-Chan    | No                   | No                     | [ N 5 ] [ N 6 ]         | No                      |
| Donkey Kong | Yes                  | Yes                    | Yes                     | No                      |
| Re Boo      | No                   | No                     | [ N 7 ]                 | No                      |
| Lakitu      | No                   | No                     | [ N 2 ]                 | No                      |
| Luigi       | Yes                  | Yes                    | [ N 8 ]                 | Yes                     |
| Mametchi    | No                   | Yes                    | No                      | No                      |
| Mario       | Yes                  | Yes                    | [ N 9 ] [ N 10 ]        | Yes                     |
| Metal Mario | No                   | No                     | [ N 2 ] [ N 11 ]        | No                      |
| Ms. Pac-Man | Yes                  | Yes                    | No                      | No                      |
| Pac-Man     | Yes                  | Yes                    | Yes                     | No                      |
| Peach       | Yes                  | Yes                    | Yes                     | Yes                     |
| Rosalinda   | No                   | No                     | [ N 2 ]                 | No                      |
| Toad        | Yes                  | Yes                    | [ N 12 ]                | No                      |
| Waluigi     | No                   | Yes                    | Yes                     | No                      |
| Wario       | Yes                  | Yes                    | Yes                     | [ N 4 ]                 |
| Yoshi       | Yes                  | Yes                    | [ N 13 ] [ N 14 ]       | Yes                     |
| Totale      | 11                   | 13                     | 19                      | 4                       |

1. ↑  Ogni modello del cabinato arcade presenta solo uno dei personaggi giocabili. Ci sono quattro modelli di cabinato disponibili.
2. 1 2 3 4 5 6  Scaricabile.
3. ↑  Skelobowser è disponibile come costume alternativo scaricabile di Bowser.
4. 1 2  Non un personaggio giocante, ma il personaggio partecipa alle corse contro il giocatore.
5. ↑  Strawberry Don-Chan è disponibile come costume alternativo scaricabile di Don-Chan.
6. ↑  Hero Don-Chan è disponibile come costume alternativo scaricabile di Don-Chan.
7. ↑  Giocabile per un evento a tempo limitato. Può essere sbloccato per essere usato per sempre nel corso dell'evento.
8. ↑  Luigi ghiaccio è disponibile come costume alternativo di Luigi
9. ↑  Mario fuoco è disponibile come costume alternativo scaricabile di Mario.
10. ↑  Mario Tanooki è disponibile come costume alternativo scaricabile di Mario.
11. ↑  Mario dorato è disponibile come costume alternativo scaricabile di Metal Mario.
12. ↑  Blue Toad è disponibile come costume alternativo di Toad.
13. ↑  Red Yoshi è disponibile come costume alternativo scaricabile di Yoshi.
14. ↑  Black Yoshi è disponibile come costume alternativo scaricabile di Yoshi.